# Языки Монголии
Государственный язык в Монголии — монгольский язык. Современный монгольский язык, на котором говорит основная часть населения Монголии, а также монголы Китая, проживающие во Внутренней Монголии и некоторых других районах, включает несколько диалектов. В качестве литературного стандарта в Монголии используется халхаский диалект.
Помимо монгольского в Монголии распространены также другие монгольские языки (ойратский, бурятский, хамниганский), а также тюркские языки (казахский, тувинский, цаатанско-сойотское наречие).
В переписях Монголии не спрашивается родной язык, но только национальная (этническая) принадлежность. Поэтому количество говорящих на соответствующих языках можно оценить только приблизительно.
| Язык                | Численность | Процент | Группа      |
| ------------------- | ----------- | ------- | ----------- |
| монгольский         | 2 216 500   | 83,7    | монгольские |
| ойратский           | 257 625     | 9,7     | монгольские |
| казахский           | 101 526     | 3,8     | тюркские    |
| бурятский           | 48 076      | 1,8     | монгольские |
| тувинский           | 5169        | 0,2     | тюркские    |
| хамниганский        | 537         | 0,02    | монгольские |
| цаатанско-сойотское | 282         | 0,01    | тюркские    |

Эта таблица составлена на основе данных по этническим группам по переписи 2010 года, представленных ниже:
| народность                               | численность | доля % | основной язык       |
| ---------------------------------------- | ----------- | ------ | ------------------- |
| халха-монголы                            | 2 168 141   | 82,40  | монгольский         |
| казахи                                   | 101 526     | 3,86   | казахский           |
| дэрбэты                                  | 72 403      | 2,75   | ойратский           |
| баяты                                    | 56 573      | 2,15   | ойратский           |
| буряты                                   | 45 087      | 1,71   | бурятский           |
| захчины                                  | 32 845      | 1,25   | ойратский           |
| дариганга                                | 27 412      | 1,04   | монгольский         |
| урянхайцы                                | 26 654      | 1,01   | ойратский           |
| дархаты                                  | 21 558      | 0,82   | халхасский          |
| олёты                                    | 15 520      | 0,59   | ойратский           |
| хотогойты                                | 15 460      | 0,59   | халха-монгольский   |
| торгуты                                  | 14 176      | 0,54   | ойратский           |
| хотоны                                   | 11 304      | 0,43   | ойратский           |
| мянгаты                                  | 6592        | 0,25   | ойратский           |
| тувинцы (тува)                           | 5169        | 0,20   | тувинский           |
| баргуты (барга)                          | 2989        | 0,11   | бурятский           |
| узумчины                                 | 2577        | 0,10   | монгольский         |
| элжигины                                 | 1340        | 0,05   | монгольский         |
| сартулы                                  | 1286        | 0,05   | халха-монгольский   |
| хамниганы                                | 537         | 0,02   | хамниганский        |
| цаатаны                                  | 282         | 0,01   | цаатанско-сойотское |
| хорчины                                  | 152         | 0,01   | монгольский         |
| чахары                                   | 132         | 0,01   | монгольский         |
| другие народности — монгольские граждане | 1142        | 0,04   |                     |
| иностранные граждане:                    | 16 320      | 0,62   |                     |
| - Китай                                  | 8688        | 0,33   | китайский           |
| - Россия                                 | 2474        | 0,09   | русский             |
| - Республика Корея                       | 1522        | 0,06   | корейский           |
| - США                                    | 656         | 0,02   | английский          |
| - другие иностранные граждане            | 2980        | 0,11   |                     |
| другие                                   | 108         | 0,00   |                     |
| ВСЕГО                                    | 2 647 545   | 100,0  |                     |

Глухие люди используют монгольский жестовый язык.

## Юридический статус
В Конституции Монголии 1992 года (статья 8) устанавливается государственный статус монгольского языка, но в то же время оговаривается право национальных меньшинств использовать свои языки в образовании, общении и культурной, художественной и научной деятельности. Языком законодательства является только монгольский, который используется для написания, обсуждения и опубликования законов страны. Статья 14 Конституции запрещает дискриминацию людей на основе этнического происхождения, языка, расовой принадлежности и других признаков. Языком судопроизводства является монгольский, однако всякий, кто не знает этого языка, имеет право на переводчика и на использование своего родного языка в суде (статья 53). Одним из требований для получения монгольского гражданства является «надлежащее знание монгольских обычаев и официального языка государства».

## Образование
Образование обязательно для всех детей в возрасте от семи до шестнадцати лет. В начальной школе монгольский язык является центральной составляющей образования.
В стране также существуют буддистские монастырские школы. Раньше практически всё образование традиционно находилось под контролем монастырей и было в основном предназначено для буддистских монахов. Тибетский язык был языком образования в начальных школах и языком богослужения. Сегодня в школах при монастырях основным языком обучения является монгольский, а вторым — тибетский язык.
Иностранные языки преподаются со средней школы. В основном это сейчас английский. В вузах английский используется наряду с монгольским.
Как уже говорилось, согласно параграфу 2 статьи 8 Конституции страны национальные меньшинства имеют право использовать родной язык в образовании. Этот закон распространяется только на ойратское, казахское, бурятское, китайское и русское меньшинства. Впрочем, полноценно только казахский язык преподаётся в начальной и, частично, средней школе (в Баян-Улэгэйском аймаке).

## Иностранные языки
По данным 2005 года наиболее распространенным иностранным языком являлся русский, за ним следовал английский. С 2005 года английский введён в школах в качестве первого иностранного языка, заменив собой русский. Многие жители Монголии уезжают на временные работы в Южную Корею и по возвращении оттуда хотя бы немного владеют корейским языком.
Растёт интерес к китайскому языку (путунхуа), как языку одного из крупнейшего соседнего государства. В то же время многие монголы выражают обеспокоенность относительно того, что их национальная культура и язык вытесняются под мощным китайским культурным и языковым влиянием. Среди молодых людей популярен японский язык, в меньшей степени немецкий, французский и итальянский. Также немецкий знают те, кто учился в социалистическое время в ГДР. Всего немецким владеет ок. 20 тыс. человек. Французский в 2002 году изучало около тысячи студентов в пяти средних школах и шести государственных и частных высших учебных заведениях, а также 200 студентов права, журналистики и международных отношений.
В XVIII—XIX веках в Монголии был широко распространён тибетский язык, на котором писались художественные произведения, религиозные и научные трактаты, он применялся и продолжает применяться в религиозной практике буддизма. Сейчас он ограниченно распространён как язык религии и монастырского образования.

### Русский язык в Монголии
Первые русскоязычные представители (купцы и казаки) на территории современной Монголии появились в XVII веке. В XIX веке Монголия, Джунгария, а затем и Маньчжурия попали под власть Российской империи. В средних школах МНР было обязательным изучение русского языка, но после распада СССР русский язык в Монголии почти исчез. С 2006 года в школах Монголии с 7-го класса ввели обязательное преподавание русского языка.

## Письменность
Для письма на монгольском языке в Монголии преимущественно используется кириллическая письменность. С 2000-х годов в официальных документах также используется традиционное монгольское письмо. Грамотность достигает 98 %.

Слово «монгол» старомонгольским письмом.

Старомонгольское письмо, появившееся в начале XIII века в настоящее время в Монголии применяется редко. Этот алфавит был образован на основе уйгурской письменности, уйгуры в свою очередь позаимствовали его у согдийцев.
В 1945 году в Монголии монгольский язык был переведён на кириллицу, в то время как монголы Китая продолжали использовать привычный алфавит. В 1990-х годах в Монголии предпринимались попытки возрождения старомонгольского письма, которые не принесли больших результатов. Однако с 2000-х годов традиционное письмо стало применяется в официальных документах, а также его стали преподавать в школах.